# Тоні Ердманн
«Тоні Ердманн» (нім. Toni Erdmann) — німецько-австрійський драмедійний фільм, знятий Марен Аде. Світова прем'єра стрічки відбулась 14 травня 2016 року на Каннському кінофестивалі, а в Україні — 18 липня 2016 року на Одеському міжнародному кінофестивалі. В український широкий прокат стрічка вийде 9 лютого 2017 року. Фільм розповідає про складні стосунки між батьком та його дорослою донькою.
Фільм був висунутий Німеччиною на премію «Оскар» за найкращий фільм іноземною мовою.

## У ролях
| Актор              | Роль                           |
| ------------------ | ------------------------------ |
| Петер Зімонішек    | Вінфрід Конраді / Тоні Ердманн |
| Зандра Гюллер      | Інес Конраді (донька Вінфріда) |
| Люсі Расселл       | Стеф                           |
| Мікаель Віттенборн | Геннеберг                      |
| Томас Лойбл        | Геральд                        |
| Трістан Пюттер     | Тім                            |
| Гадевік Мініс      | Татьяна                        |
| Інгрід Бісу        | Анка                           |
| Влад Іванов        | Іллієску                       |
| Вікторія Кочас     | Флавія                         |

## Сприйняття

### Критика
Фільм увійшов до списку BBC Culture «100 найкращих фільмів XXI століття» (поділив 100-те місце). Рейтинг складений за підсумками опитування 177 кінокритиків з усього світу.

### Нагороди й номінації
| Список нагород і номінацій           | Список нагород і номінацій | Список нагород і номінацій           | Список нагород і номінацій | Список нагород і номінацій | Список нагород і номінацій |
| Кінопремія                           | Дата церемонії             | Категорія                            | Номінант(и)                | Результат                  | Дж                         |
| ------------------------------------ | -------------------------- | ------------------------------------ | -------------------------- | -------------------------- | -------------------------- |
| Каннський кінофестиваль              | 22 травня 2016             | «Золота пальмова гілка»              | «Тоні Ердманн»             | Номінація                  |                            |
| Каннський кінофестиваль              | 22 травня 2016             | Приз ФІПРЕССІ                        | «Тоні Ердманн»             | Перемога                   |                            |
| Премія БАФТА                         | 12 лютого 2017             | Найкращий фільм іноземною мовою      | «Тоні Ердманн»             | Номінація                  | [ 8 ]                      |
| Премія британського незалежного кіно | 4 грудня 2016              | Найкращий іноземний незалежний фільм | «Тоні Ердманн»             | Номінація                  | [ 9 ]                      |
| Премія «Золотий глобус»              | 8 січня 2017               | Найкращий фільм іноземною мовою      | «Тоні Ердманн»             | Номінація                  | [ 10 ] [ 11 ]              |
| Премія «Сезар»                       | 24 лютого 2017             | Найкращий фільм іноземною мовою      | «Тоні Ердманн»             | Номінація                  | [ 12 ]                     |
| Премія «Незалежний дух»              | 25 лютого 2017             | Найкращий фільм іноземною мовою      | «Тоні Ердманн»             | Перемога                   | [ 13 ]                     |